# Municipio de Carlton (Iowa)
Carlton Township es un municipio del condado de Tama, Iowa, Estados Unidos. Según el censo de 2020, tiene una población de 830 habitantes.
Es una subdivisión exclusivamente geográfica, por cuanto el estado de Iowa no utiliza la herramienta de los townships como Gobiernos municipales.

## Geografía
El municipio está ubicado en las coordenadas 42°4′47″N 92°42′29″O / 42.07972, -92.70806. Según la Oficina del Censo de los Estados Unidos, tiene una superficie total de 94.76 km², de la cual 94.65 km² corresponden a tierra firme y 0.11 km² están cubiertos de agua.

## Demografía
Según el censo de 2020, hay 830 personas residiendo en la zona. La densidad de población es de 8.8 hab./km². El 94.10 % de los habitantes son blancos, el 0.96 % son afroamericanos, el 1.20 % son amerindios, el 0.36 % son asiáticos, el 0.24 % son de otras razas y el 3.13 % son de una mezcla de razas. Del total de la población, el 2.89 % son hispanos o latinos de cualquier raza.